# Comares
Comares – gmina w Hiszpanii, w prowincji Malaga, w Andaluzji, o powierzchni 25,5 km². W 2011 roku gmina liczyła 1638 mieszkańców.